# Torre de Alcalalí
La torre de Alcalalí (provincia de Alicante, España), llamada también Torre y Palacio señorial de Rois de Liori, es una torre defensiva de origen islámico construida en el siglo XIV, la cual se sitúa adosada entre dos edificios.
Se trata de una torre prismática de planta casi cuadrada de seis por ocho metros con base ataluzada y muros de mampostería reforzados en las esquinas con sillares. 
En sus paramentos se distribuyen sus escasos huecos de diferentes tamaños, algunos de ellos cegados, contando con un acceso a nivel del primer piso en su cara oeste, bajo el que se situaba el aljibe abovedado. 
En el espacio interior, de pequeñas dimensiones, hay una escalera helicoidal que comunica sus cinco pisos. 
Fue rehabilitada en el año 1992, rematándose la torre con un gran mirador de acero y cristal que contrasta con la obra original y, desde el cual, es posible contemplar todo el valle.

## Referencias

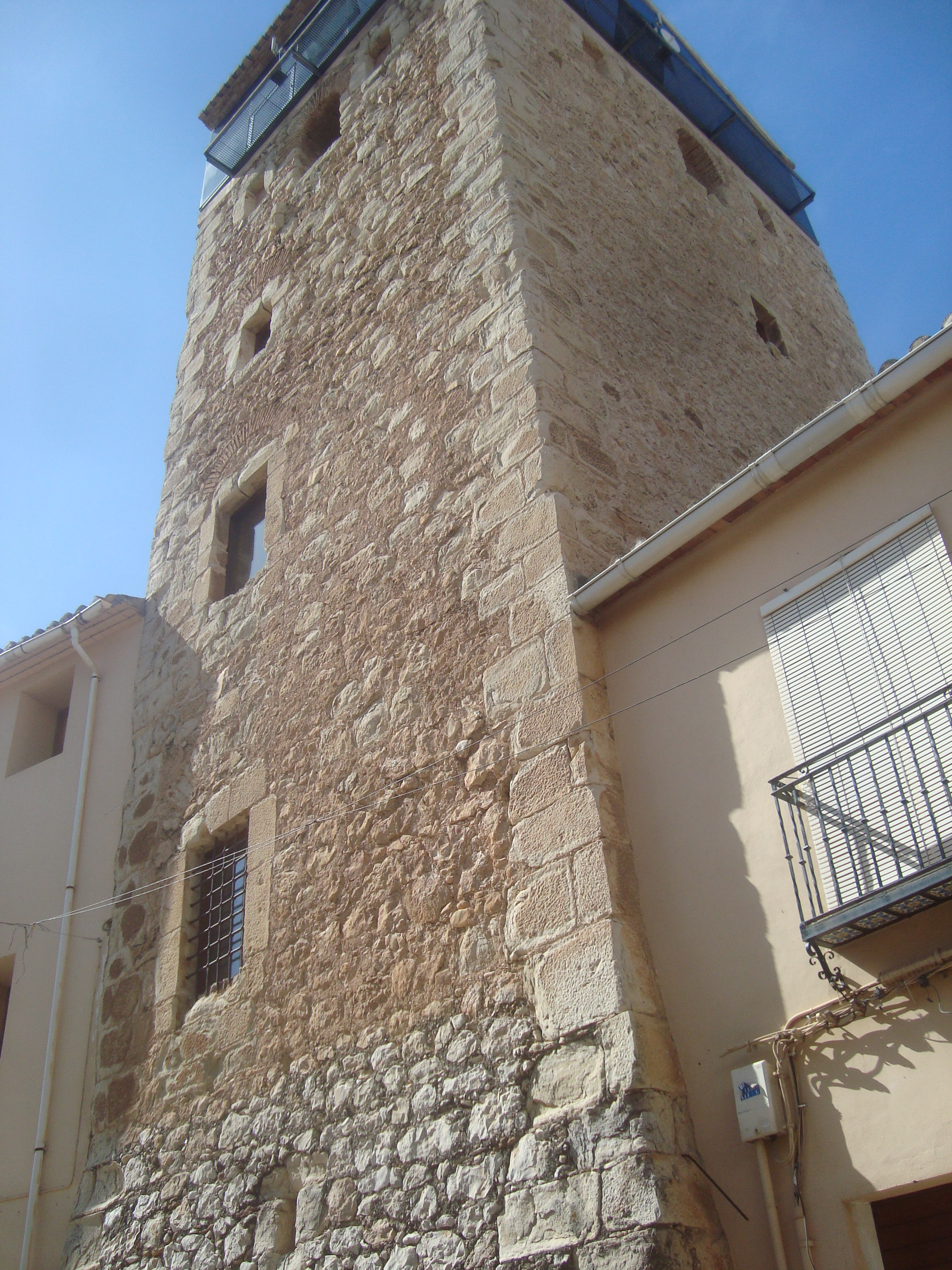
Torre medieval de Alcalalí (Alicante).